# Thecabius luppovae
Thecabius luppovae är en insektsart. Thecabius luppovae ingår i släktet Thecabius och familjen långrörsbladlöss. Inga underarter finns listade i Catalogue of Life.